# William Elford Leach
William Elford Leach (ur. 2 lutego 1791, zm. 25 sierpnia 1836) – angielski zoolog i biolog morski. Członek Royal Society.
William Elford Leach urodził się w Plymouth, jako syn prawnika. W wieku 12 lat rozpoczął praktykę medyczną w Royal Devon and Exeter Hospital, studiując anatomię i chemię. W tym czasie kolekcjonował już zwierzęta morskie w zatoce Plymouth Sound i wzdłuż wybrzeża hrabstwa Devon. W wieku siedemnastu lat studiował medycynę w St Bartholomew’s Hospital w Londynie, kończąc naukę na Uniwersytecie Edynburskim, uzyskując ostatecznie tytuł lekarza medycyny (Doctor of Medicine) Uniwersytetu w St Andrews (na którym nigdy nie studiował).
Od 1813 Leach skoncentrował się na swoich zainteresowaniach zoologicznych i pracował jako „bibliotekarz-asystent” (zwany później kustoszem-asystentem) w Dziale Historii Naturalnej British Museum, gdzie był odpowiedzialny za kolekcje zoologiczne. Tutaj podjął się zadania reorganizacji i modernizacji zbiorów, z których wiele było zaniedbanych, od czasów kiedy Hans Sloane przekazał je narodowi. W 1815 opublikował pierwszą bibliografię entomologii w Edinburgh Encyclopædia Davida Brewstera. Pracował także i publikował artykuły o innych bezkręgowcach, płazach, gadach, ssakach i ptakach, oraz wydzielił pareczniki i dwuparce z owadów, umieszczając je w ich własnej grupie, wijów. W swoich czasach był najbardziej wiodącym na świecie ekspertem w dziedzinie skorupiaków i był w kontakcie z naukowcami ze Stanów Zjednoczonych i całej Europy. W 1816 roku, w wieku 25 lat, został wybrany członkiem Royal Society.

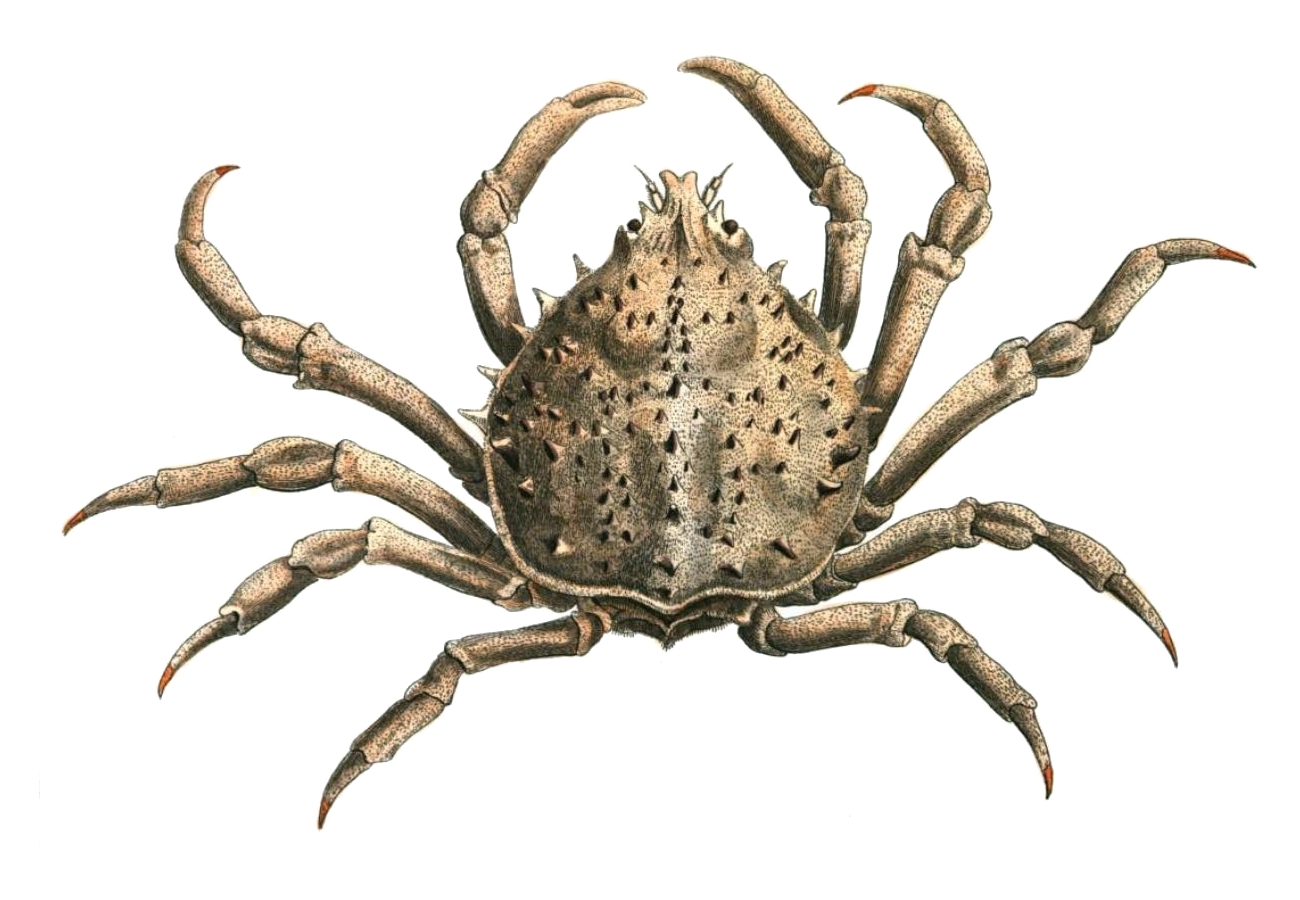
Libinia emarginata opisany naukowo po raz pierwszy przez Leacha, w Zoological Miscellany, w 1815

W 1821 roku przeżył jednak załamanie nerwowe na skutek przepracowania i nie mógł kontynuować badań. W marcu 1822 roku zrezygnował z pracy w muzeum, a jego starsza siostra Jane zabrała go do kontynentalnej Europy, aby tam odpoczął. Mieszkali we Włoszech i (krótko) w Malcie. Zmarł 25 sierpnia 1836 na cholerę w San Sebastiano Curone, niedaleko Tortony.
W 1837 dr Francis Boott, sekretarz Towarzystwa Linneuszowskiego w Londynie, napisał: „Niewiele osób poświęciło się zoologii gorliwiej niż dr Leach, czy osiągnęło we wczesnym okresie życia wyższą reputację w kraju i za granicą jako dogłębny przyrodnik. Był jednym z najbardziej pracowitych, a także jednym z najbardziej uniwersalnych kultywatorów zoologii, jakich ten kraj kiedykolwiek wydał”.
Nazwy systematyczne taksonów, które Leach jako pierwszy opisał naukowo, są oznaczane skrótem „Leach”.